# Bassillac et Auberoche
Bassillac et Auberoche é uma comuna francesa na região administrativa da Nova Aquitânia, no departamento da Dordonha. Estende-se por uma área de 103.26 km². Em 2010 a comuna tinha 4 538 habitantes (densidade: 43,9 hab./km²).
Foi criada em 1 de janeiro de 2017, a partir da fusão das antigas comunas de Bassillac (sede da comuna), Blis-et-Born, Eyliac, Le Change, Milhac-d'Auberoche e Saint-Antoine-d'Auberoche.